# Tom Barker
Thomas Kevin Barker, detto Tom (Harlingen, 11 marzo 1955), è un ex cestista statunitense, professionista nella NBA, in Italia e nei Paesi Bassi.

## Carriera
Venne selezionato dagli Atlanta Hawks al quarto giro del Draft NBA 1976 (53ª scelta assoluta).
In Italia ha giocato una stagione in serie A1, nella Superga Mestre nel 1979-80.

## Palmarès
- Campionato olandese: 2

EBBC Den Bosch: 1980-81, 1982-83